# 다미앵 투야
다미앵 미셸 투야(프랑스어: Damien Michel Touya, 1975년 4월 23일~)는 프랑스의 은퇴한 펜싱 선수로 주 종목은 사브르이다. 올림픽에서 금메달, 은메달, 동메달을 1개씩 획득했고 1999년 세계 선수권 대회에서 개인전과 단체전 우승을 차지했다. 형인 가엘와 여동생인 안리제도 펜싱 선수이다.